# 蔣楫
蔣楫（1695年—1755年），字濟川，號方槎，江南蘇州府長洲縣人，清朝政治人物。

## 生平
蔣楫為蘇州婁關蔣氏家族蔣燦玄孫。本生曾祖蔣圻為監生，嗣曾祖蔣垣為長洲庠生。祖父蔣之逵為監生。父蔣文滂（字范友，號樸園，1672-1737，蔣之逵第六子）為貢生，因隨長兄蔣文瀾助修江南水利有功，雍正六年（1728年）贈郎中。母為王揆女，王原祁為蔣楫舅。三弟蔣棨為拙政園中部復園園主。
蔣楫為蔣文滂長子，康熙四十三年（1704年）甲申科長洲庠生，入國子監。雍正十二年（1734年）九月以戶部運糧事例捐納州同職，加捐光祿寺署正並主事即用。乾隆六年（1741年）蔣楫與弟蔣棨助修蘇州府長洲、元和二縣縣學中的道山亭。七年（1742年）十月以江南捐賑事例捐主事，八年（1743年）掣籤得刑部浙江司主事，兼辦秋審處，充提牢廳。以第三子蔣臨照官贈奉直大夫、廣西橫州知州，再以長子蔣復焻官贈奉政大夫、刑部福建司員外郎。據《履園叢話》記載，乾隆十六年（1751年）乾隆帝第一次南巡，婁關蔣氏家族成員相約助捐，蔣楫獨力捐辦御蹕臨幸大路。

## 蔣楫與申時行宅飛雪泉
環秀山莊在明朝時為首輔申時行住宅，後歸其後裔。乾隆年間蔣楫居住其中，曾在園中掘地得泉，取名飛雪泉。蔣楫從兄蔣恭棐著有《飛雪泉記》敘述此事。

## 家庭
夫人為武進莊朝生孫女、臨洮府知府莊祖詒次女（1695-1765）。有三子：蔣復焻、蔣咸煐及蔣臨照。